# Auberville-la-Renault
Auberville-la-Renault – miejscowość i gmina we Francji, w regionie Normandia, w departamencie Sekwana Nadmorska.
Według danych na rok 1990 gminę zamieszkiwało 347 osób, a gęstość zaludnienia wynosiła 70 osób/km² (wśród 1421 gmin Górnej Normandii Auberville-la-Renault plasuje się na 573. miejscu pod względem liczby ludności, natomiast pod względem powierzchni na miejscu 692.).